# Giulia Steingruber
Giulia Steingruber (San Galo, 24 de marzo de 1994) es una gimnasta artística suiza. Ganó la medalla de bronce en la competición de salto de los Juegos Olímpicos de Río de Janeiro 2016 y la misma medalla también en salto en el Campeonato Mundial de Montreal 2017. Asimismo ha conseguido varias medallas de oro en el Campeonato Europeo en las siguientes pruebas: individual (2015), salto (2013, 2014 y 2016) y suelo (2016). También formó parte del equipo suizo en los Juegos Olímpicos de Londres 2012. Fue la primera gimnasta suiza en ganar el título individual europeo y la primera en ganar una medalla olímpica en gimnasia.

## Carrera

### 2012 — 2014
En 2012, ganó la medalla de bronce en el Campeonato Europeo de Gimnasia Artística. Poco después, en los Juegos Olímpicos de Londres, fue la única gimnasta suiza en participar. En el individual femenino, acabó en el décimo cuarto lugar con 56.148 puntos. Además, fue una de las reservas en la final de salto. En diciembre de ese año, compitió en la Copa Mundial de Stuttgar, donde ganó el bronce en el individual con un puntaje de 55.565.
En el Trofeo de la Ciudad de Jesolo, acabó en el octavo lugar del individual. Asimismo, en la Copa Mundial de Doha, obtuvo el bronce en el salto. En el Campeonato Europeo de Moscú, clasificó primera para la final de salto, donde también acabó en primer lugar con 14.750 puntos. También pasó a las finales de suelo y la individual. En esta última, empató en el cuarto lugar con la gimnasta rumana Diana Bulimar y, en el suelo, finalizó en sexto lugar. En el Campeonato Mundial de ese año, alcanzó el séptimo lugar en el individual, cuarto en salto y quinto en suelo.
Logró la medalla de oro en salto, con 14.666 puntos, en el Campeonato Europeo de 2014. Asimismo, en el mundial, finalizó en el decimoquinto lugar del individual, con un puntaje total de 55.132. También empató en el quinto lugar de salto con la británica Claudia Fragapane.

### 2015

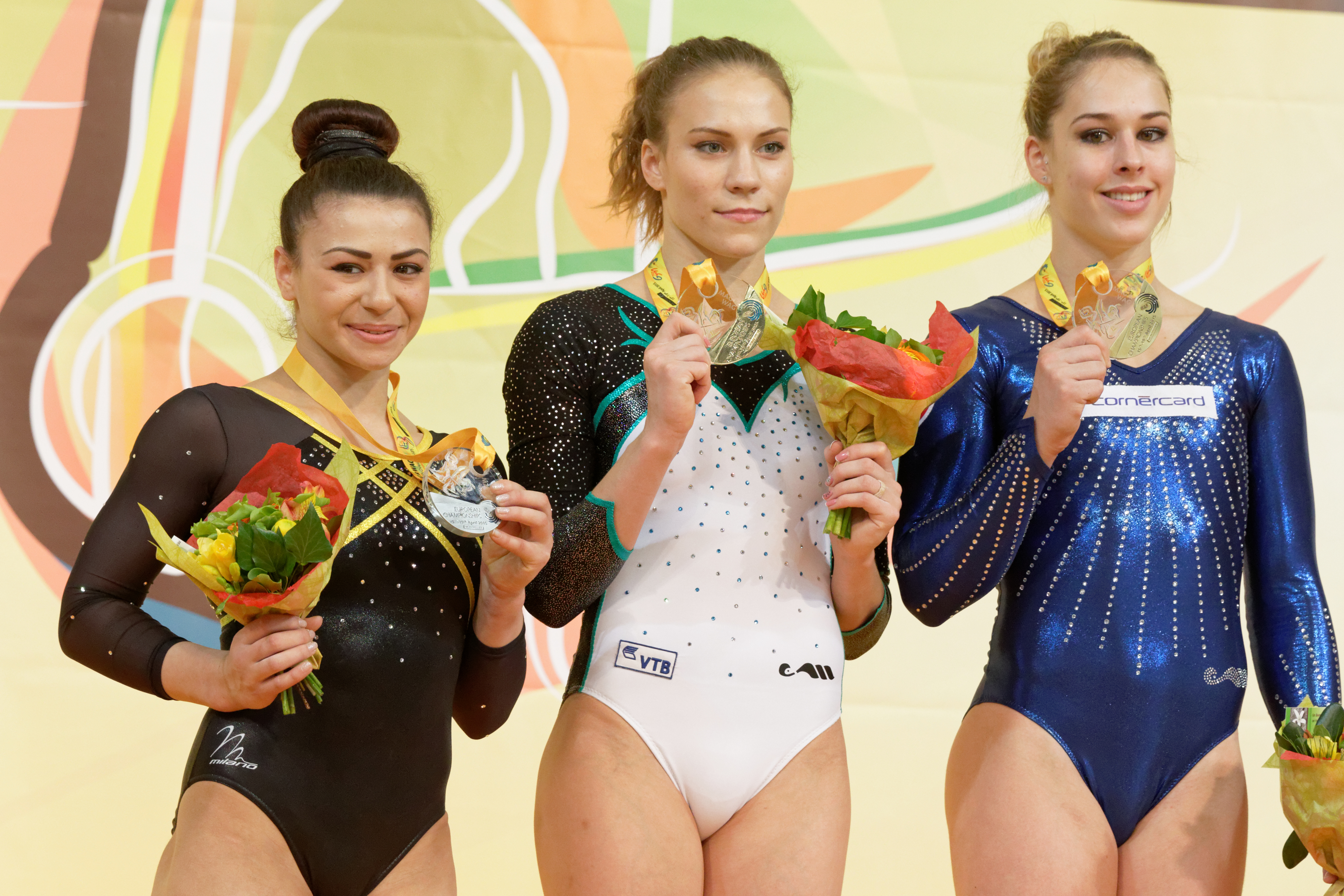
Steingruber junto a Claudia Fragapane (izquierda) y Kseniya Afanásieva (centro) en el podio de suelo en el Campeonato Europeo de Gimnasia Artística de 2015.

Obtuvo el primer lugar en el individual del Campeonato Europeo, superando a la rusa Maria Kharenkova y a la británica Ellie Downie, con 57.873 puntos. Sin embargo, no logró defender su título en salto, al ser superada por la rusa María Paseka. Steingruber ganó el bronce con 15.149 puntos. También clasificó a las finales de barras asimétricas, donde finalizó en sexto lugar, y suelo, donde ganó la medalla de bronce. Con el oro en el individual, Steingruber se convirtió en la primera suiza en ganar el título europeo.
En junio, participó en los Juegos Europeos de Bakú. En esos juegos ganó la plata en individual, con 56.699 puntos, oro en salto y suelo, y bronce en la viga de equilibrio. Más tarde, en el Campeonato Mundial de Glasgow, clasificó a las finales de salto, suelo e individual, donde alcanzó el quinto lugar. No obstante, se lesionó en la final de salto, por lo que no participó en la final de suelo.

### 2016
En el Campeonato Europeo, Steingruber ganó el oro en salto y suelo. En los Juegos Olímpicos de Río de Janeiro 2016, fue la abanderada en la ceremonia de apertura. Siendo la única gimnasta suiza en el evento, se clasificó en el décimo cuarto lugar el concurso completo, con 56.899 puntos. En la final, alcanzó el décimo lugar. En la final de suelo, obtuvo el tercer lugar con un promedio de 15.216 puntos, 0.037 por detrás de la medallista de plata. Con esto, Steingruber se convirtió en la primera mujer de Suiza en ganar una medalla olímpica en gimnasia. Además, acabó en el octavo lugar en el suelo, con 11.800 puntos, tras fallar en dos ocasiones. También fue la primera medalla olímpica para una gimnasta nativa suiza en un deporte con grandes tradiciones suizas en 64 años.

## Movimientos
| Aparato | Nombre      | Descripción                                                      | Dificultad | Notas                                                            |
| ------- | ----------- | ---------------------------------------------------------------- | ---------- | ---------------------------------------------------------------- |
| Viga    | Steingruber | «Mortal gainer extendido con un giro (360°) al final de la viga» | E          | Agregado al Código de Puntos tras el Campeonato Mundial de 2011. |